# 博多-加羅語支
博多-加羅語支，是漢藏語系下的一個支系，約有350万人使用，主要分布在印度東北及孟加拉部分地區。
博多-加羅語支可分為四個分支：博多（Bodo）、加羅（Garo）、科奇（Koch）和狄奧里（Deori）。此語支語言原先廣泛分布於現今孟加拉北部的布拉馬普特拉河地，據推測在阿薩姆語興起前，原始博多-加羅語很有可能是該地區的共通語。

## 語言
博多-加羅语支可大致分為四個分支：
- 博多語組，250万：博多语（Bodo，又称Boro，154万）、巴尔曼语（英语：Barman language）（Barman）、迪马萨语（英语：Dimasa language）（Dimasa）、提瓦语（Tiwa）、特里普利语（英语：Kokborok）（Tripuri，又称Kok Borok，70万）、喀查里语（Kachari）等。
- 加羅語組，90万：加羅語（Garo，印度梅加拉亚邦加羅丘陵，90万）、梅加姆语（Megam）等。
- 科奇語組，10万：科奇語（Koch，印度西孟加拉邦科奇比哈爾，4万）、阿同语（Atong）、鲁嘎语（Ruga）、热坝语（Rabha）等。
- 狄奧里語（Deori）、莫兰语（Moran）。

古代的哈宗語（Old Hajong）可能有博多-加羅語底層。
巴尔曼语是近期發現的博多-加羅語。

## 分類系譜

### 約瑟夫與伯靈 (Joseph & Burling 2006)
約瑟夫與伯靈 (Joseph & Burling 2006:1-2) 將博多-加羅語分為四大分支。伍德(Wood 2008:6)亦採用此分群法。
- 博多語組：博多语、特里普利语（英语：Kokborok）、提瓦语。
- 加羅語組
- 科奇語組：科奇語、热坝语、瓦南語（Wanang）、阿同语、鲁嘎语。
- 狄奧里語

### 賈克松 (Jacquesson  2017)
賈克松 (Jacquesson 2017:112) 將博多-加羅語分為西、中、東，共三大分支，科奇語和加羅語併入西支。
- 西支
  - 加羅語
  - 热坝语、科奇語
- 中支
  - 博多語、梅奇語 (Mech)
  - 日昂語（Bru，又稱Riang）
  - 迪马萨语、提瓦语、莫兰语
  - 特里普利语（英语：Kokborok）
- 東支
  - 狄奧里語

賈克松 (Jacquesson  2017)認為博多-加羅語支是從西南側進入至其現在的所在地，他亦注意到此語支與泽姆语和库基-钦语支的相似處。賈氏將日昂語劃入博多語組。

## 腳註
1. 1 2 3  Jacquesson, François and van Breugel, Seino (2017). "The linguistic reconstruction of the past: The case of the Boro-Garo languages." In Linguistics of the Tibeto-Burman Area, 40, 90-122.doi:10.1075/ltba.40.1.04van [Note: English translation of the French original: Jacquesson, François (2006). ‘La reconstruction linguistique du passé: Le cas des language Boro-Garo’. Bulletin de la Société de Linguistique de Paris 101(1): 273–303.]
2. ↑  A brief linguistic sketch of the Barman Thar (Language) （页面存档备份，存于）. Tezpur University.